# 6-piruvoiltetraidropterina 2'-reduttasi
La 6-piruvoiltetraidropterina 2'-reduttasi è un enzima appartenente alla classe delle ossidoreduttasi, che catalizza la seguente reazione:
6-lattoil-5,6,7,8-tetraidropterina + NADP+ ⇄ 6-piruvoiltetraidropterina + NADPH + H+
L'enzima non è identico alla sepiapterina reduttasi.